# Kręgi
Kręgi (prononciation : [ˈkrɛnɡi]) est un village polonais de la gmina de Somianka dans le powiat de Wyszków de la voïvodie de Mazovie dans le centre-est de la Pologne.
Il se situe à environ 4 kilomètres à l'est de Somianka (siège de la gmina), à 9 kilomètres à l'ouest de Wyszków (siège du powiat) et à 46 kilomètres au nord-est de Varsovie (capitale de la Pologne).
Le village possède une population de 370 habitants en 2006.

## Histoire
De 1975 à 1998, le village faisait partie du territoire de la voïvodie d'Ostrołęka.

Depuis 1999, Kręgi est situé dans la voïvodie de Mazovie.